# Mai dire mai (film)
Mai dire mai (Never Say Never Again) è un film del 1983 diretto da Irvin Kershner.
Questa spy-story, remake di Agente 007 - Thunderball (Operazione tuono), vede Sean Connery nuovamente nei panni del famoso agente segreto britannico James Bond a 12 anni di distanza dalla sua ultima interpretazione in Agente 007 - Una cascata di diamanti.
Nonostante la presenza di Connery, questo non è un film ufficiale della saga di 007 poiché non fa parte della serie dei film di Bond prodotta dalla EON Productions di Albert R. Broccoli e dalla United Artists.

## Trama
Dopo che l'agente dell'MI6 James Bond ha fallito un'esercitazione di routine, M gli ordina di andare in una clinica fuori Londra per rimettersi in forma. Mentre è lì, Bond assiste ad una misteriosa infermiera di nome Fatima Blush che picchia un paziente in una stanza vicina. Il viso dell'uomo è fasciato, e dopo che Blush ha finito di picchiarlo, Bond vede il paziente misterioso usare una macchina che gli scansiona l'occhio. Bond viene visto da Blush, che subito manda un killer, Lippe, ad ucciderlo nella palestra della clinica, ma Bond riesce a neutralizzarlo ed ucciderlo.
Fatima Blush altro non è che un agente di SPECTRE, un'organizzazione criminale gestita da Ernst Stavro Blofeld, e sorveglia un pilota tossicodipendente dell'aeronautica militare americana, di nome Jack Petrescu (Petachi in versione originale). Petrescu ha subito un'operazione all'occhio destro, per farlo corrispondere al modello retinico del presidente degli Stati Uniti, in modo da aggirare la sicurezza del riconoscimento dell'iride presso la base RAF di Swadley, una base militare americana in Inghilterra. Effettuato l'accesso, sostituisce le testate fittizie di due missili da crociera AGM-86B con testate nucleari vere; SPECTRE quindi ruba le testate, con l'intenzione di estorcere miliardi di dollari ai governi della NATO. Fatima uccide poi Petrescu facendolo schiantare ed esplodere con la sua auto.
Il ministro degli Esteri Lord Ambrose ordina ad un riluttante M di riattivare la sezione 00 dell'MI6 e Bond ha il compito di rintracciare le armi scomparse. Bond segue una pista alle Bahamas, dove incontra Domino Petrescu, la sorella di Jack, e il suo ricco amante Maximillian Largo, che è il miglior agente di SPECTRE.
Bond viene informato da Nigel Small-Fawcett dell'Alto Commissariato britannico che lo yacht di Largo, il Flying Saucer, è ora diretto a Nizza, in Francia. Lì, Bond unisce le forze con il suo contatto francese Nicole e la sua controparte e amico della CIA, Felix Leiter. Bond va in un centro di salute e bellezza dove si atteggia a dipendente e, mentre fa un massaggio a Domino, viene informato da lei che quella sera Largo ospiterà un evento in un casinò. All'evento di beneficenza, Largo e Bond giocano a un videogioco 3D chiamato Domination; il giocatore perdente di ogni turno riceve una serie di scariche elettriche di intensità crescente in proporzione all'importo puntato. Dopo aver perso alcune partite, Bond alla fine vince e, mentre balla con Domino, la informa che suo fratello è stato ucciso per ordine di Largo. Bond torna nella sua villa e trova Nicole uccisa da Fatima Blush. Dopo un inseguimento sulla sua moto, modificata da Q, Bond si ritrova in un'imboscata e catturato da Fatima, la quale ammette di essere rimasta colpita da lui, e gli ordina di mettere per iscritto di essere una maestra del sadomasochismo. Bond la distrae con promesse, quindi usa la sua pistola stilografica, modificata da Q, per uccidere Fatima con un dardo esplosivo.
Bond e Leiter tentano di salire a bordo dello yacht di Largo alla ricerca delle testate nucleari scomparse. Bond trova Domino. Tenta di far ingelosire Largo baciando Domino davanti a uno specchio unidirezionale. Largo si arrabbia, intrappola Bond e porta lui e Domino a Palmyra, la base operativa di Largo in Nord Africa. Largo punisce freddamente Domino per il suo tradimento vendendola ad alcuni arabi di passaggio. Bond successivamente fugge dalla sua prigione e la salva.
Domino e Bond si riuniscono con Leiter su un sottomarino della US Navy. Dopo che la prima testata è stata trovata e disinnescata a Washington, DC, seguono Largo in un luogo noto come "le lacrime di Allah", sotto un'oasi nel deserto sulla costa etiope. Bond e Leiter si infiltrano nella struttura sotterranea e scoppia uno scontro a fuoco tra la squadra di Leiter e gli uomini di Largo nel tempio. Nella confusione, Largo scappa con la seconda testata. Bond cattura e sfida Largo sott'acqua. Proprio mentre Largo cerca di usare un fucile subacqueo per sparare a Bond, Domino lo uccide con un altro fucile subacqueo. Bond quindi disinnesca la bomba nucleare sott'acqua, salvando il mondo. Bond si ritira dal servizio e torna alle Bahamas con Domino, giurando di non essere mai più (originale: never again) un agente segreto.

## Produzione
Già nel 1967, dopo Si vive solo due volte, Sean Connery aveva dato il suo primo addio al personaggio di 007, tanto che per Agente 007 - Al servizio segreto di Sua Maestà del 1969, il film successivo della serie, i produttori scritturarono George Lazenby. Connery venne però convinto a tornare nei panni dell'agente doppio 0 e nel 1971 girò Agente 007 - Una cascata di diamanti, il suo sesto e ultimo film della serie ufficiale. Stavolta il suo addio parve categorico, tanto che in tutte le interviste dichiarò: «Never Again» («Mai più!»), ma quando nel 1983 torna nei panni di Bond nell'apocrifo remake di Thunderball i produttori, su suggerimento del regista Irvin Kershner, intitoleranno ironicamente la pellicola Mai dire mai (Never Say Never Again), con esplicito riferimento a quanto detto da Connery dodici anni prima. Per il suo ritorno nei panni di James Bond Connery ha ottenuto 3 milioni di dollari, più una percentuale sugli incassi. Le riprese hanno avuto inizio a Nizza il 27 settembre 1982.
Questo film è un rifacimento di Thunderball non appartenente alla serie cinematografica ufficiale 007, realizzato a seguito della disputa vinta da Kevin McClory, coautore del romanzo Operazione tuono, contro la MGM per i diritti.

## Accoglienza
Il film ha ricevuto critiche generalmente positive: il sito aggregatore Rotten Tomatoes dà votazioni positive per il 66%; mentre il sito specializzato Metacritic dà come punteggio 68/100, basato su 15 recensioni di esperti.

### Incassi
Il film ha guadagnato circa 11 milioni di dollari nei cinema statunitensi, solo nel fine settimana di apertura. Complessivamente i guadagni negli Stati Uniti sono stati di 55 milioni di dollari e nel mondo di 138 milioni di dollari, a fronte di un budget stimato di produzione di 36 milioni di dollari.